# ドラケンスバーグ (補給艦)
ドラケンスバーグ（SAS Drakensberg, A301）とは、南アフリカ海軍の艦隊補給艦（Fleet Replenishment Ship）である。
本艦は、南アフリカ海軍が独自に建造した艦艇としては最大の大きさを持つ艦艇でもある。